# 康莲英
康莲英（1958年3月—），女，四川宣汉人，中华人民共和国政治人物。

## 生平
1978年10月，康莲英加入中国共产党。1984年，担任宣汉县团委书记。1990年，担任宣汉县纪委书记。1994年，出任中共宣汉县委书记。1995年9月，担任达州地区行署副专员。1999年12月，由于达州地区撤销改为达州市，她担任达州市副市长。2004年2月，出任中共达州市委副书记。2009年，当选达州市政协主席。